# موتور رياضي
موتور رياضي (بالإنجليزية: Mowtowr-e Riazi)‏ هي منطقة سكنية تقع في سيستان وبلوتشستان في إيران. يقدر عدد سكانها بـ 95 نسمة .